# Aeródromo Agua Santa
El Aeródromo Agua Santa (OACI: SCAG) es un terminal aéreo ubicado cerca del poblado de Palmilla, Provincia de Colchagua, Región del Libertador General Bernardo O'Higgins, Chile. Es de propiedad privada.